# Grobschnitt
Grobschnitt est un groupe allemand de rock, originaire de Hagen, en Rhénanie-du-Nord-Westphalie.

## Histoire

### Origines
En 1970, plusieurs groupes d'élèves de la ville de Hagen, en Rhénanie-du-Nord-Westphalie, fusionnent pour former Grobschnitt. Le nom est donné à la fanfare Elias Grobschnitt, qui s'était formée pendant la Première Guerre mondiale à partir de soldats utilisant des instruments de musique artisanaux.
De nombreux musiciens et roadies se donnent des noms d'artistes ; c'est ainsi que les membres fondateurs se nommèrent Eroc (batterie), Felix (également batterie), Lupo (guitare solo), Wildschwein (guitare rythmique, chant, saxophone), Baer (basse), Quecksilber (instruments à clavier), Toni Moff Mollo (système d'éclairage, plus tard également chant).

### Musique et concerts
Psychédélique, progressif et également influencé par le hard rock, Grobschnitt est un groupe de scène allemand très populaire. Dans les années 1970, le groupe enregistre une série d'albums. Dans les années 1980, le groupe s'oriente vers le grand public. Le groupe est considéré comme un groupe innovant qui se présentait avec un mélange de théâtre, d'effets optiques, de gags et de longues improvisations musicales. Les éléments pyrotechniques du concert sur scène étaient précurseurs.

### Succès et déclin
L'œuvre la plus connue est Solar Music. Selon les déclarations du groupe, elle est jouée à chaque concert depuis la formation du groupe en 1971 jusqu'à sa séparation en 1989. La longueur du morceau est remarquable : selon la version, il durait au moins 30 minutes, mais pouvait aussi durer plus d'une heure.
L'album-concept Rockpommel's Land, produit en 1977 par Conny Plank, est souvent considéré comme un point culminant de l'œuvre du groupe. Le magazine musical eclipsed inclut Rockpommel's Land dans sa liste des 150 albums prog les plus importants. En 1978, le magazine Musikexpress désigne Grobschnitt comme le meilleur groupe allemand - devant le Nina Hagen Band et les Scorpions.
Après la sortie de l'album Merry-Go-Round, le groupe effectue en 1979 sa tournée allemande la plus réussie à ce jour, avec plus de 100 000 spectateurs.
À la fin des années 1970, Grobschnitt dépasse son pic artistique. Les chansons de Merry-Go-Round « n'ont plus la force innovatrice d'antan, voire réagissent en partie avec lassitude aux tendances au lieu de les imposer elles-mêmes », écrit metal.de. Les tendances progressives font place à une orientation plus conventionnelle. Comme d'autres groupes des années 1970, Grobschnitt a du mal à suivre le rythme. Avec les albums studio des années 1980 comme Illegal et Razzia, ils connaissent alors « une descente regrettable », à laquelle contribue également le départ du batteur Eroc et du claviériste Mist. En 1989, le groupe se sépare après 19 ans d'existence avec leur tournée Last Party Tour.

### Retour

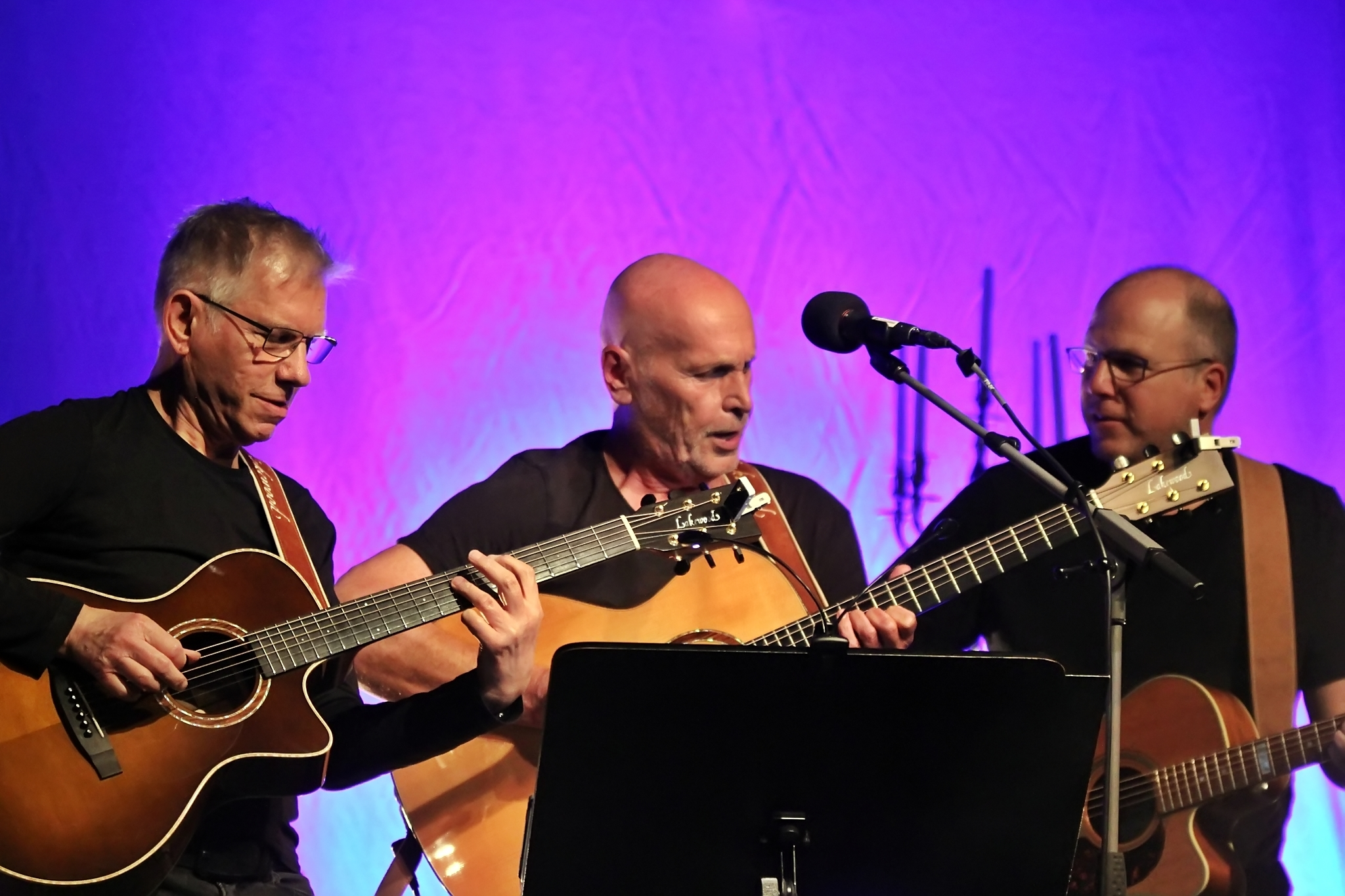
Grobschnitt lors d'un concert à Nuremberg en 2023.

En 2006-2012, il y a une reformation à laquelle participent quelques anciens membres et leurs fils.
Depuis 2019, Grobschnitt se produit en petite formation (Lupo, Willi Wildschwein et son fils Nuki) avec un programme acoustique. Le set comprend entre autres Solar Music et Rockpommel's Land dans des versions de 30 minutes chacune. La tournée Grobschnitt Acoustic Party est interrompue en 2020 par la pandémie de Covid-19 et les dates à venir sont reportées à plusieurs reprises. Le 12 mai 2022, la tournée reprend à Osnabrück ; d'autres représentations sont prévues jusqu'en juin 2024.

## Textes
Les paroles des chansons étaient d'abord en anglais, puis des textes en allemand sont ajoutés. Dans les deux cas, le groupe s'exprime sur des sujets socialement controversés comme le mouvement pacifiste, la croyance dans le progrès et la technique ou la protestation contre le développement de l'énergie nucléaire. Le texte de Vater Schmidt's Wandertag sur l'album Jumbo en est un exemple. L'album sort en 1975, d'abord avec des textes en anglais, puis un an plus tard en allemand.

## Discographie
- 1972 : Grobschnitt
- 1974 : Ballermann
- 1975 : Jumbo (anglais)
- 1976 : Jumbo (allemand)
- 1977 : Rockpommel's Land
- 1978 : Solar Music – Live
- 1979 : Merry-Go-Round
- 1980 : Volle Molle (live)
- 1981 : Illegal
- 1982 : Razzia
- 1984 : Kinder und Narren
- 1985 : Sonnentanz – Live
- 1987 : Fantasten
- 1990 : Last Party – Live
- 1994 : Die Grobschnitt Story 1
- 1998 : Die Grobschnitt Story 2
- 2001 : Die Grobschnitt Story 3 „The History of Solar Music“ Vol. 1
- 2002 : Die Grobschnitt Story 3 „The History of Solar Music“ Vol. 2
- 2002 : Die Grobschnitt Story 3 „The History of Solar Music“ Vol. 3
- 2003 : Die Grobschnitt Story 3 „The History of Solar Music“ Vol. 4
- 2003 : Die Grobschnitt Story 4 „Illegal Tour 1981 Complete“
- 2004 : Die Grobschnitt Story 3 „The History of Solar Music“ Vol. 5
- 2004 : Die Grobschnitt Story 5
- 2006 : Die Grobschnitt Story 6 „Rockpommel's Land And Elsewhere...“
- 2006 : The International Story
- 2008 : Grobschnitt 2008 live
- 2009 : Another Journey (maxi-CD)
- 2010 : Die Grobschnitt Story 0
- 2010 : Grobschnitt Live 2010
- 2010 : 2008-Live-2010
- 2013 : Symphony ~live 2012~ (maxi-CD)
- 2015 : 79:10 (coffret 17 CD) (25e place des charts allemands[9])
- 2016 : Solar Movie – Rockpalast and Berlin 1978 (80e place des charts allemands[9])
- 2022 : Acoustic Album (25e place des charts allemands[9])